# Rosemary Low
Rosemary Low (* 14. April 1942 in Sidcup, Kent in England) ist eine britische Buchautorin und Expertin für Vögel, insbesondere für Papageienhaltung. Sie engagiert sich im internationalen Artenschutz.

## Leben
Rosemary Low begann in den späten 1960er Jahren Artikel zur Papageienhaltung zu schreiben. Artikel verfasste sie anfangs hauptsächlich im Magazin Cage and Aviary Birds, später in über 20 Magazinen und bis heute u. a. in deutschen Fachzeitschriften wie der Gefiederten Welt und der Papageien. Rosemary Low veröffentlichte 1984 mit Endangered Parrots ihr erstes Buch im Themengebiet Artenschutz. Sie hat sich in zahlreichen Papageienschutzprojekten engagiert, darüber geschrieben und auf Konferenzen in Europa, Australien, den USA und Brasilien Vorträge darüber gehalten.
Nach ihrer Scheidung wohnte sie auf den Kanarischen Inseln und arbeitete von 1987 bis 1995 als Kuratorin im Palmitos Park auf Gran Canaria und im Loro Parque auf Teneriffa, welcher die größte Papageienkollektionen der Welt beherbergt. Sie hat hunderte Artikel und über 30 Bücher zum Themenkomplex Papageien geschrieben. Viele wurden ins Deutsche übersetzt. Bis heute hat sie 29 Länder bereist. Ihre Erkundungsreisen führten sie hauptsächlich nach Südamerika. Seit 2017 arbeitet sie im wissenschaftlichen Beirat der Loro Parque Stiftung mit.

## Schriften (Auswahl)
- 1968 – Aviary Birds. Arco Publications: London.
- 1972 – The Parrots of South America. John Gifford: London. ISBN 0-7071-0063-1.
- 1976 – Beginner’s Guide to Birdkeeping. Pelham Books: London. ISBN 0-7207-0673-4.
- 1977 – Lories and Lorikeets: the Brush-Tongued Parrots. Paul Elek: London. ISBN 0-236-40102-5.
- 1979 – Parrots and cockatoos. (Illustrated by Elizabeth Butterworth, text by Rosemary Low). Fischer Fine Art: London.
- 1980 – Parrots, their care and breeding. Blandford Press: Poole. ISBN 0-7137-0876-X.[3]
- 1983 – Amazon parrots: a monograph. (With Elizabeth Butterworth). Rodolphe d’Erlanger/Basilisk Press: London.
- 1984 – Endangered Parrots. Blandford Press: Poole. ISBN 0-7137-1366-6.
- 1985 – Keeping Parrots. Blandford Press: Poole. ISBN 0-7137-1695-9.
- 1986 – Parrots, their care and breeding. (Revised and enlarged edition). Blandford Press: Poole. ISBN 0-7137-1437-9.
- 1986 – The Complete Book of Canaries. (With Ken Denham). Murdoch Books: UK. ISBN 0-948075-02-3.
- 1987 – Hand-Rearing Parrots and Other Birds. Blandford Press: Poole. ISBN 0-7137-1901-X.
- 1988 – Parrots – a complete guide. Merehurst: London. ISBN 1-85391-023-6.
- 1990 – Macaws – a complete guide. Merehurst: London. ISBN 1-85391-072-4.
- 1992 – Parrots in Aviculture: A Photo Reference Guide. (With Ron Moat). Mattachione, Silvio, & Company. ISBN 1-895270-11-1.
- 1993 – Cockatoos in Aviculture. Blandford Press: Poole. ISBN 0-7137-2322-X.
- 1994 – Endangered Parrots. (Revised edition). Blandford Press: Poole. ISBN 0-7137-2356-4.
- 1998 – Encyclopedia of the Lories. Hancock House: Blaine, Washington. ISBN 0-88839-413-6.
- 1998 – Parrot Breeding. Rob Harvey: Farnham. ISBN 0-9516549-5-0.
- 1999 – The Loving Care of Pet Parrots. Hancock House Publishing. ISBN 0-88839-439-X.
- 2000 – Why Does My Parrot…? Souvenir Press. ISBN 0-285-63570-0.
- 2003 – Fabulous feathers, remarkable birds. Blackie: London. ISBN 1-903138-49-3.
- 2003 – Caiques. DONA Publications: Komenskeho. ISBN 80-7322-044-X.
- 2005 – Amazon Parrots: Aviculture, Trade and Conservation. Author. ISBN 0-9531337-4-5.
- 2006 – A Guide to Grey Parrots As Pet and Aviary Birds. Australian Bird Keeper: Tweed Heads. ISBN 978-0-9750817-6-1.
- 2006 – The Parrot Companion. New Holland: London. ISBN 1-84537-463-0.
- 2007 – A Century of Parrots. Insignis Publications: Mansfield. ISBN 978-0-9531337-5-8.
- 2014 – Understanding Parrots – Cues from nature. INSiGNIS Publications, Mansfield. ISBN 978-0-9531337-9-6.
- 2021 – Parrot Conservation – From Kakapo to Lear’s Macaw: Tales of Hope From Around the World. New Holland Publishers. ISBN 978-1-925546-46-0
- 2021 – Female Heroes of Birds Conservation. INSiGNIS Publications, Mansfield. ISBN 978-1-7399130-1-4

## Auszeichnungen
- 2017: Gorilla Prize des Loro Parque[5][6]